# 京兆府
京兆府（けいちょうふ）は、中国にかつて存在した府。唐代から元初にかけて、現在の陝西省西安市一帯に設置された。

## 概要
隋の京兆郡や唐初の雍州を前身とする。
713年（開元元年）、唐により雍州は京兆府に昇格した。742年（天宝元年）、西京とされた。京兆府は関内道に属し、万年・長安・藍田・渭南・昭応・三原・富平・櫟陽・咸陽・高陵・涇陽・雲陽・醴泉・興平・鄠・武功・好畤・盩厔・奉先・奉天・華原・美原・同官の23県を管轄した。
北宋のとき、京兆府は永興軍路に属し、樊川・長安・咸陽・興平・臨潼・櫟陽・藍田・涇陽・高陵・鄠・武功・醴泉・乾祐の13県を管轄した。
金のとき、京兆府は京兆府路に属し、咸寧・長安・咸陽・興平・臨潼・櫟陽・藍田・涇陽・雲陽・高陵・鄠・終南の12県を管轄した。
1279年（至元16年）、元により京兆府は安西路総管府と改められた。1312年（皇慶元年）、安西路は奉元路と改称された。奉元路は陝西等処行中書省に属し、咸寧・長安・咸陽・興平・臨潼・藍田・涇陽・高陵・鄠・盩厔・郿の11県と同州に属する朝邑・白水・郃陽・澄城・韓城の5県と華州に属する華陰・蒲城・渭南の3県と耀州に属する同官・富平・三原の3県と乾州に属する醴泉・武功・永寿の3県と商州に属する洛南県、合わせて5州26県を管轄した。
1369年（洪武2年）、明により奉元路は西安府と改められた。